# Georg Witzel

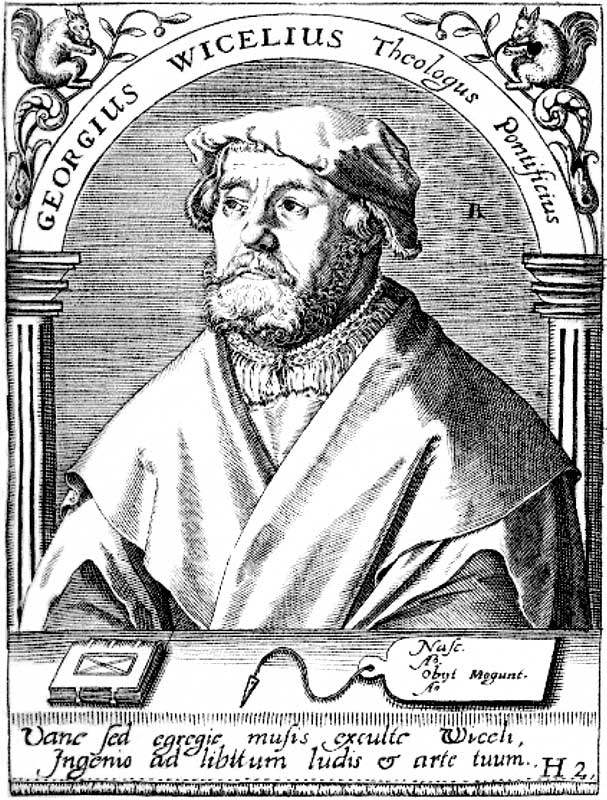
Georg Witzel Kupferstich 16. Jahrhundert

Georg Witzel (Wicelius, Pseudonyme Phagus und Agricola) (* 1501 in Vacha; † 16. Februar 1573 in Mainz) war ein Theologe der Reformationszeit. In den 1520er Jahren war er Anhänger Luthers, wandte sich aber später wieder der alten Kirche zu.

## Leben
Nach der Schule in seinem Geburtsort Vacha besuchte er ab 1513 weitere Schulen in Schmalkalden, Eisenach und Halle (Saale). Er studierte ab dem Wintersemester 1516 in Erfurt, wo er vom Humanismus geprägt wurde, und erwarb 1518 den Baccalaureus. 1520 ging Witzel für 28 Wochen nach Wittenberg,  wo er Martin Luther, Andreas Bodenstein, gen. Karlstadt und Philipp Melanchthon hörte und dort pro Magisterio ein zeit lang complirt hatte, den Grad aber letztendlich nicht erwarb. Auf Verlangen des Vaters musste er das Studium abbrechen und 1521 Priester werden. Noch im gleichen Jahr trat er in Vacha eine Stelle als Vikar an.
Ab 1522/23 predigte er in seiner Heimatstadt Vacha zusammen mit Balthasar Raid im Sinne Luthers, heiratete 1524 Elisabeth Kraus aus Eisenach und verlor seine geistliche Stelle. Witzel ging nach Eisenach, wo er sich Jacob Strauß anschloss und eine Pfarrstelle im benachbarten Wenigenlupnitz antrat.
Seine Stellung im Bauernkrieg war lange umstritten. Als Mitstreiter von Strauß wirkte er im April 1525 im Eisenacher Raum an der ersten bekannten evangelischen Visitation mit, wobei er auch seine Heimat, das Amt Vacha, mit einbezog und neue Geistliche einführte. Der Wunsch der Einwohner der benachbarten Herrschaft Völkershausen nach einem lutherischen Prediger blieb unerfüllt, worauf diese sich gegen ihren Grundherrn auflehnten. Damit begann der Aufstand der Bauern im Werratal, ein Fanal für ganz Thüringen. Die Verdächtigungen gegen Witzel als Aufrührer waren aber unbegründet, er schrieb Thomas Müntzer sogar einen mahnenden Brief. Trotzdem musste er seine Pfarrstelle in Wenigenlupnitz aufgeben und wurde auf Empfehlung Martin Luthers Pfarrer in Niemegk im Kurfürstentum Sachsen.
Witzels Anliegen war die sittliche Besserung des Menschen durch „gute Werke“. Darin folgte er Erasmus von Rotterdam. Als er mit dem Wiedertäufer Johann Campanus Umgang pflegte, ging die kursächsische Gerichtsbarkeit gegen ihn vor. 1531 verließ Witzel Niemegk.
Er bekannte sich 1532 wieder zur alten Kirche, fand aber trotzdem keine neue Anstellung. In diesen Jahren war er rege schriftstellerisch tätig.

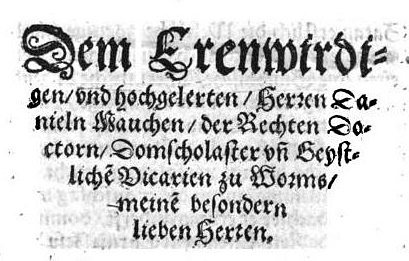
Georg Witzel, Widmung an Daniel Mauch, 5. Band seines Werkes Typus ecclesiae prioris, 1558

1533 berief ihn Graf Hoyer von Mansfeld-Vorderort in das Pfarramt von St. Andreas in Eisleben. Hier stand er als katholischer Pfarrer im ständigen Kampf mit den lutherischen Theologen, bis er 1538 einem Ruf nach Dresden folgte. Nach dem Tod des altgläubigen Herzogs Georg von Sachsen 1539 und dem Regierungsantritt des der lutherischen Lehre zugewandten Herzogs Heinrich führte Witzel zunächst ein Wanderleben. Er fand Aufnahme in das Kloster Schlüchtern und war seit 1540 dauerhaft in Fulda, wo er spätestens 1541 als theologischer Ratgeber des Fürstabtes Johann von Henneberg und 1542 seines Nachfolgers Philipp Schenk zu Schweinsberg eine feste Anstellung erhielt. Im Schmalkaldischen Krieg musste Witzel Ende 1546 aus Fulda nach Würzburg fliehen. Nach 1548 verteidigte er das Interim. 1552 fand Witzel Aufnahme bei dem Wormser Domscholaster Daniel Mauch, dem er 1558 den fünften Band der Neuauflage seines einflussreichen Werkes Typus ecclesiae prioris widmete. 1553 ging er mit seiner Familie nach Mainz, wo er noch zwanzig Jahre lebte. Als Abgeordneter der Stadt Mainz nahm er am Wormser Religionsgespräch von 1557 teil. Auf Anregung Kaiser Maximilians II. schrieb er 1564 die Via regia, in der er für den Vergleich der Konfessionen eintrat. 1561 erwarb er einen Doktorgrad in Theologie.

## Werke
- Pro defensione bonorum operum adversus novos evangelistas auctore Agricola. 1532.
- Confutatio calumnosissimae responsionis Justi Jonae, it est Jodoci Koch, una cum assertione bonorum operum. per Georgium Vuicelium, Leipzig 1533.
- Epistolarum, Quae Inter Aliquot Centurias videbantur partim profuturae Theologicarum literarum studiosis, partim innocentis famam aduersus Sycophantiam defensurae, Libri Quatuor. – Leipzig, 1537.
- Typus ecclesiae prioris. 1540.
- Der heiligen Messen brauch wie er in der alten Kyrchen vor tausend jahren gewesen. Aus S. Joan. Chrysostomo verdeutscht Mainz 1540.
- Hagiologium. Mainz, 1541.
- Spiegel des menschlichen Lebens. Die Tafel Cebetis des Philosopben / darinnen Tugent und vntugent abgemalet ist / Verdeudscht durch Georg. Wicelium. Mainz 1545
- Liturgia S. Basilii Mag. nuper e tenebris eruta, et in lucem nunc primum edita. Mainz 1546.[2]
- Via regia. 1564. (Digitalisat der Neuausgabe durch Hermann Conring, Helmstedt 1650)
- Annotationes In Sacras Literas. Druck: Franz Behem, in kosten des Ehrnhafften Johan Quentels zu Coeln Erben, 1557; Stadtbibliothek Mainz: Signatur VI g :2°/923

## Trivia
Nach dem Reformtheologen Witzel haben die Städte Fulda (am Aschenberg) und Vacha (am Gehlberg) jeweils eine Straße benannt.